# Épouse (film, 1953)
Pour plus de détails, voir Fiche technique et Distribution.
Épouse (妻, Tsuma) est un film japonais réalisé par Mikio Naruse, sorti en 1953 au Japon.

## Synopsis
Toichi Nakagawa et Mineko sont mariés depuis dix ans et n'ont pas d'enfant. Leur foyer connait des problèmes d'argent, Toichi bien que chef de service gagne peu, les obligeant à louer deux chambres à l'étage, l'une à Tanimura, un peintre et l'autre aux Matsuyama, un couple en crise. L'indifférence a depuis longtemps miné le couple Nakagawa, chacun ruminant les griefs qu'il a envers l'autre. Se sentant négligé par sa femme, Toichi s'intéresse à sa collègue Fusako Sawara, une veuve enjouée et instruite. Ensemble, ils visitent un musée et sortent parfois dans un café mais Fusako annonce son départ de Tokyo pour retrouver son jeune fils qui vit dans sa famille à Osaka.
Lors d'un voyage d'affaires à Osaka, Toichi en profite pour rendre visite à Fusako et ils deviennent amants. Mineko a des soupçons après avoir découvert une carte postale de Fusako adressée à son mari, lequel répond évasivement à ses questions. Fusako se réfugie de plus en plus souvent dans sa famille et pense au divorce. Lors d'une visite de Fusako à Tokyo pour retrouver Toichi, Mineko découvre l'adresse où est elle est logée en fouillant un costume de son mari. Elle lui rend visite et l'accable de reproches. Fusako prend la décision de quitter Toichi. Dès lors, l'indifférence grandit encore entre Toichi et Mineko, chacun vivant sous le même toit sans plus s'adresser la parole.

## Fiche technique
- Titre français : Épouse
- Titre original : 妻 (Tsuma?)
- Réalisation : Mikio Naruse
- Scénario : Toshirō Ide (en) d'après le roman Chairo no me (littéralement : Yeux bruns) de Fumiko Hayashi[1]
- Photographie : Masao Tamai
- Montage : Eiji Ooi
- Son : Hisashi Shimonaga
- Musique : Ichirō Saitō
- Production : Sanezumi Fujimoto
- Société de production : Tōhō
- Pays de production :  Japon
- Langue originale : japonais
- Format : noir et blanc — 1,37:1 — 35 mm — son mono
- Genre : drame
- Durée : 89 minutes (métrage : 10 bobines - 2 628 m[2])
- Date de sortie :
  - Japon : 29 avril 1953[2]

## Distribution
- Ken Uehara : Toichi Nakagawa
- Mieko Takamine : Mineko Nakagawa, sa femme
- Rentarō Mikuni : Tadashi Tanimura, le peintre
- Michiyo Aratama : Yoshimi Niemura, sœur cadette de Mineko
- Sanae Takasugi : Setsuko Sakurai, une amie de Mineko
- Yatsuko Tan'ami : Fusako Sawara, l'amante de Toichi
- Hajime Izu : Hirohisa Matsuyama
- Chieko Nakakita : Eiko Matsuyama, sa femme
- Yoshiko Tsubouchi : Taeko Niemura, sœur de Mineko
- Akira Tani : M. Kido / Papa-san
- Tatsuya Ishiguro
- Noriko Honma
- Masao Shimizu
- Sadako Kimura
- Eiji Koyama
- Masakichi Mitsui

## Autour du film
- Mikio Naruse considère Épouse comme le troisième volet, avec Le Repas et Un couple, d'une trilogie sur la période dangereuse du mariage[1].